# Fountain-Gletscher
Der Fountain-Gletscher ist ein kleiner Gletscher im ostantarktischen Viktorialand. In der Asgard Range fließt er zwischen dem Nylen- und dem Catspaw-Gletscher in südlicher Richtung in das Pearse Valley.
Das Advisory Committee on Antarctic Names benannte ihn 2004 nach dem Geologen Andrew G. Fountain von der Portland State University, der im Rahmen des United States Antarctic Program an den Untersuchungen zur Massenbilanz des Gletschereises in den Antarktischen Trockentälern zwischen 1993 und 2003 beteiligt war.